# 錦町日式宿舍群
錦町日式宿舍群，位於台北市大安區，廣義指台灣日治時代建於台北市錦町的中等階級官舍，建築年份在1920至1930年代。狹義指2007年登錄為臺北市歷史建築的5棟日式宿舍。

## 介紹
錦町位於台北城東南側，自1920年代，住宅逐漸從錦町的西側往東側發展。1930年成立了錦町住宅信用組合，在錦町興建「御園村」，以官吏和會社員為對象，標榜靠近台北高等學校（臺灣師範大學）和台北帝國大學（臺灣大學）的閑靜文教區。御園村有六條東西向道路，分別稱為錦町一至六条通。戰前由殖產局山林課所屬的宿舍，為山林課成立「營林共濟組合」所購置的員工宿舍，資金由員工每月薪資中扣收會費，山林課提撥配合款籌資而成。
戰後，此區宿舍大部分由林務局接收，仍作為宿舍使用。錦町至今仍保留許多日式宿舍，其中有2項台北市定古蹟，和7項歷史建築，部分已修復再利用。

## 文化資產

### 錦町日式宿舍群
此錦町日式宿舍群，建於1920年代，皆為單層木造日式宿舍，共計5棟。

### 錦町日式宿舍─杭州南路2段67號
建於1920至1930年代，屋前後院有庭園，並有假山水和石燈籠，反映日式庭園之特色。在荒廢近30年後重新修復，經由台北市文化局的老房子文化運動計畫媒合，2014年底交由民間營業開幕。

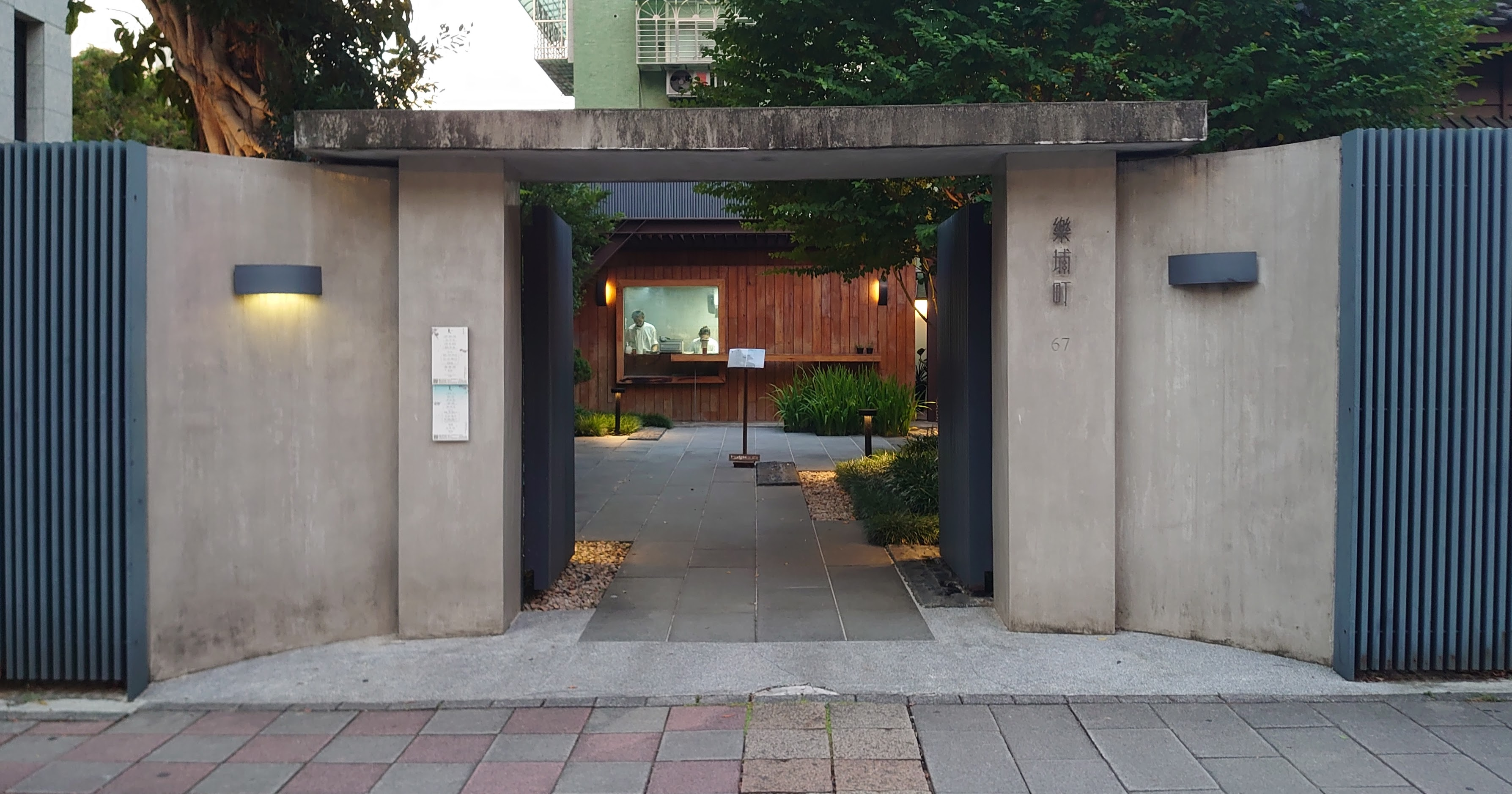
樂埔町餐廳入口

### 錦町日式宿舍─林務局局長舊宿舍
林務局局長舊宿舍，建於1932年，為日式高級官員宿舍。戰後由台灣省政府農林廳林務局接管，作為林務局局長宿舍。日式格局仍保留完整，包含和室凹間的床柱（中文俗稱精神柱）、屋頂鬼瓦、入口具藝術裝飾風格（Art Deco）的門柱及凸窗處理均極為細緻。2007年指定為台北市市定古蹟。

### 潮州街55巷2、4、6號(林務局宿舍)
2號的建築為臺北市區少見之二層日式建築，一層為磚造、二層為木構造。4號及6號皆為一層樓木造日式建築。

### 總督府山林課宿舍
兩座雙併式宿舍保存良好，檜木柱樑及地板維護甚佳。22號為林業保育署保育小站。

### 總督府山林課宿舍群
此建築為高等官舍第三種，拉門雕花形式特殊精緻，異於其他區域之日式木造房屋。現為仍為林務局宿舍。林務局委託臺灣油杉協會導覽其中34及36號宿舍，金山南路二段203巷21號則於2024年委由勤美集團開設「0km 山物所」。